# World Flora Online
Ne doit pas être confondu avec World Farmers' Organisation (WFO).
World Flora Online (WFO) (littéralement en français  « la flore du monde en ligne »), est une base de données en ligne de botanique. Elle offre une recherche gratuite sur des données scientifiquement vérifiées portant sur plus de 350 000 espèces de plantes connues, incluant une liste complète des noms binomiaux acceptés, des descriptions scientifiques modernes, des images de spécimens de plantes préservés et vivants, des liens vers d'autres portails d'informations sur les plantes, ainsi que l'aire de répartition et le statut de conservation de chaque espèce.

## Contexte et objectifs

Ancien logo avant 2022.

En 2002, la Convention des Nations unies sur la diversité biologique a adopté une stratégie mondiale pour la conservation des plantes (GSPC). Cette stratégie a ensuite été mise à jour en 2010 dans le but de mettre un terme à la disparition des espèces végétales dans le monde d'ici 2020. La Convention des Nations unies sur la diversité biologique est l'accord environnemental international le plus largement soutenu et implique la plupart des gouvernements du monde. La GSPC actualisée comprenait 16 objectifs à atteindre en 2020 ; la première cible de la GSPC stipule la nécessité d'une « flore en ligne de toutes les plantes connues ».
En réponse à cet objectif de 2020, quatre des principales institutions mondiales de sciences végétales ont accepté, début 2012, de collaborer pour soutenir le développement de la Worl Flora Online : le Jardin botanique de New York, les Jardins botaniques royaux de Kew, le Jardin botanique royal d'Édimbourg et le Jardin botanique du Missouri,. En plus des quatre institutions dirigeantes, qui constituent le comité exécutif de WFO, 30 institutions de recherche internationales sont des partenaires de premier plan pour contribuer au contenu. WFO vise à devenir un outil incontournable pour les scientifiques et les chercheurs en sciences végétales, qui l'utiliseront comme référence principale, et pour les écologistes et les décideurs politiques, qui le consulteront pour obtenir des informations sur les espèces rares et menacées et pour comprendre quelles plantes poussent où.
WFO met également en évidence les domaines dans lesquels de nouvelles informations sont nécessaires, par exemple sur les groupes taxonomiques mal connus et les régions inexplorées, en stimulant la recherche et les collaborations pour combler ces lacunes.
The Plant List était une liste de travail sur toutes les espèces végétales connues, produite par la communauté botanique, en réponse à la cible 1 de la Stratégie mondiale pour la conservation des plantes (SMCP) 2002-2010. Cette base de données n'est plus mise à jour depuis 2013, mais elle a servi de point de départ à l'épine dorsale taxonomique de la World Flora Online.
La WFO invite les utilisateurs à lui faire part de leurs commentaires sur les améliorations apportées à son réseau taxonomique.
Une fonction clé de la base Plants of the World Online est de s'assurer que les données floristiques des jardins botaniques de Kew peuvent être récoltées et incorporées par le portail World Flora Online permettant à Kew de soutenir la Stratégie mondiale pour la conservation des plantes.

## Financement
Google finance le travail du New York Botanical Garden sur WFO par une subvention de 600 000 dollars sur trois ans, et fournit également un soutien technique. La Fondation Alfred P. Sloan finance ce projet avec une subvention pluriannuelle de plus de 1,15 million de dollars.